# Ida Helena Froelicher-Stehli
Ida Helena Froelicher-Stehli (Zürich, 19 september 1896 - Solothurn, 16 februari 1970) was een Zwitsers  maatschappelijk werkster en vluchtelingenhelpster.

## Biografie
Ida Helena Froelicher-Stehli was een dochter van Robert Stehli, een textielfabrikant, en van Emilie Zweifel. Na haar schooltijd aan de hogere meisjesschool van Zürich (tot 1916) verhuisde ze naar de Verenigde Staten. Daar werkte ze van 1919 tot 1921 als assistente in de textielhandel van haar oom in New York. In 1921 huwde ze Viktor Froelicher, een doctor in de scheikunde uit Solothurn die aan de slag ging in de Noord-Amerikaanse textielindustrie. Het koppel vestigde zich in de Amerikaanse staat New Jersey. Tijdens de crisis van de jaren 1930 zette ze zich in ten bate van de armen en opende ze een tehuis vor vluchtelingen uit nazi-Duitsland en Oostenrijk. Ten bate van de vluchtelingen zocht ze ook steun bij kardinaal Michael von Faulhaber van München en bisschop Franz von Streng van Bazel. In 1937 richtte ze het tijdschrift Crusade for a more fruitful preaching of the Word of God op. Daarnaast werkte ze voor het religieus weekblad Voices from the pew. Vanaf 1945 leefde ze tussen Zwitserland en de Verenigde Staten.